# Sivatagi hantmadár
A sivatagi hantmadár (Oenanthe deserti) a madarak osztályának a verébalakúak (Passeriformes) rendjéhez és a  légykapófélék (Muscicapidae) családjához tartozó faj.

## Rendszerezése
A fajt Coenraad Jacob Temminck holland zoológus írta le 1829-ben, a Saxicola nembe Saxicola deserti néven.

## Alfajai
- Oenanthe deserti deserti (Temminck, 1825)
- Oenanthe deserti homochroa (Tristram, 1859)
- Oenanthe deserti oreophila (Oberholser, 1900)[2]

## Előfordulása
A Szaharában, az Arab-félszigeten, Ázsia keleti és középső részén honos. Kóborló példányai eljutnak Európába is.
Természetes élőhelyei a szubtrópusi vagy trópusi és mérsékelt övi cserjések és forró sivatagok, valamint legelők, szántóföldek és vidéki kertek. Vonuló faj.

### Kárpát-medencei előfordulása
Magyarországon csupán egyetlen előfordulása ismert 1991-ből a Hortobágyról.

## Megjelenése
Testhossza 15 centiméter, testtömege 17–23 gramm.
|  |  |

## Életmódja
Főként rovarokkal táplálkozik, de férgeket, apró gyíkokat, pókokat és magvakat is fogyaszt.

## Szaporodása
Fészkét a talaj kis mélyedéseibe rakja. Átlagos fészekalja 4-5 tojásból áll, melyeken a tojó egyedül kotlik.
|  |

## Természetvédelmi helyzete
Az elterjedési területe rendkívül nagy, egyedszáma pedig stabil. A Természetvédelmi Világszövetség Vörös listáján nem fenyegetett fajként szerepel. Magyarországon védett, természetvédelmi értéke 25 000 Forint.